# Haig Balian
Haig Balian (Amsterdam, 11 september 1954) is een Nederlands filmproducent en was van 2003 tot 2017 de zevende directeur van dierentuin Natura Artis Magistra. Hij is van Armeense afkomst.  

## Biografie
De grootouders aan vaders kant van Balian waren Armeniërs die uit Turkije naar Egypte waren gevlucht. Zijn vader is van geboorte Egyptenaar, hij handelde in goud en trouwde met een Nederlandse vrouw.  In Nederland nam hij een filmdistributiebedrijf over. 
Balian studeerde van 1972 tot 1974 Zoölogie, maar maakte deze studie niet af. Vanaf 1975 werkte hij in de filmindustrie. Balian zat in de directie van onder meer Movie Film Productions, Polygram, Canal+ en Studio Canal. Hij vormde met Chris Brouwer een bekend producentenduo en produceerde zo succesvolle films als Het meisje met het rode haar (1981), Schatjes! (1984), Mama is boos! (1986), Terug naar Oegstgeest (1987) en De Johnsons (1992). In 1997 werd Balian mededirecteur van bioscoopketen Minerva, dat in 2010 werd verkocht aan Pathé. 
In 2003 volgde Balian Maarten Frankenhuis op als directeur van Artis. Bij zijn komst draaide de dierentuin verlies en had het een negatief vermogen. Balian voerde een reorganisatie door en maakte de financiële situatie weer gezond. Bovendien stegen de bezoekersaantallen en het aantal Artisleden. De onder zijn voorganger Frankenhuis ingezette  lijn van grote vernieuwingsprojecten werd voortgezet met de aanleg van de Zuid-Amerikaanse Pampa (2004), het nieuwe Insectarium (2005) en Lemurenland (2008) en de vernieuwing van de Fazanterie, het Vogelhuis en het Apenhuis (2010-2011). Daarnaast introduceerde Balian dierentuinmascotte Artis de Partis, een wezentje in de vorm van een oude sok. Met de opbrengst van de verkoop van deze knuffel worden fokprogramma’s gefinancierd. In 2017 werd Balian opgevolgd door Rembrandt Sutorius. 